# 大阪電気軌道
大阪電気軌道（おおさかでんききどう、英文社名：Ōsaka Electric Tram Co.）は、近畿日本鉄道（近鉄）の直系の前身にあたる、大正から昭和戦前期の関西系私鉄会社。略称は「大軌」（だいき）。
本稿では大軌本体のほか、その子会社である参宮急行電鉄（さんぐうきゅうこうでんてつ、略称：「参急」）、関西急行電鉄（かんさいきゅうこうでんてつ、略称：「関急電」・「関急」）、およびそれらの会社が合併して成立し、現在の近鉄路線網の原形を作った関西急行鉄道（かんさいきゅうこうてつどう、略称：「関急」）についても本項で併せて記述する。

## 歴史
系列の参宮急行電鉄・関西急行電鉄、後身の関西急行鉄道時代も含む。

### 創業期
大阪 - 奈良間の短絡を目的に、1910年（明治43年）9月16日に設立された奈良軌道がその起源である。当初は奈良電気鉄道（後述の奈良電気鉄道とは無関係）の社名を予定していたが、鉄道省から改名要請が出されたために変更された。初代社長は広岡恵三であった。
同年10月15日、社名を大阪電気軌道（大軌）に改称した。
この頃は1905年（明治38年）開業の阪神電気鉄道に始まった、路面電車を発展させた郊外電車であるインターアーバン（都市間連絡電車）の建設が日本各地で流行している時期でもあり、大軌もその流れの中で設立された。なお、現在の関西における大手私鉄直系祖先会社の中では、最も遅い発祥でもあった。
元々大阪 - 奈良間の私鉄建設には、単線かつ狭軌の鉄道として3つの出願がなされていた。いずれもバックに政治家や資本家がいて、裁定もしかねる状態であった。そのため3つの出願を1つに統合する事が提案され、その結果として奈良軌道の設立に至ったのである。

#### 生駒トンネルルート
大阪府・奈良県境の生駒山地を直線的に越えるため、当初は鋼索鉄道（ケーブルカー）や索道（ロープウェイ）の利用さえも検討されたが、これでは高速都市間電車としての機能が失われることから、箕面有馬電気軌道（現：阪急阪神ホールディングス）の設立にもかかわった同社の筆頭取締役の岩下清周（後に大軌社長）の発案などにより、結局生駒山を複線規格の生駒トンネル（3,388m、当時日本第2位の長さ）で開削し、急勾配区間を大出力モーター搭載の300馬力電車で克服する、という大規模かつ先進的な策で攻略することにした。また計画も、全線が複線電化の標準軌（この当時の関西私鉄は、南海鉄道を除いて全てこの規格であった）路線に変更された。
1914年（大正3年）4月、大阪の上本町駅 - 奈良駅間30.8km（現・近鉄奈良線）を開業。この時点では奈良駅は仮駅で、同年7月に現在の近鉄奈良駅付近へ移転している。なお軌道法に基づいて路線の特許を取得したため、全区開業時の大軌線による大阪 - 奈良間の所要時間は55分で、官営鉄道関西本線列車に比べて15分も短縮した。

#### 経営難
しかし、生駒トンネル掘削の難工事による多額の出費が原因で経営難となり、沿線の生駒聖天から賽銭を借りて当座の経費を賄うほどに窮迫した。主要利用客である生駒山参詣者の人出がお天気次第なので運賃収入もお天気次第、という意味で「『大阪電気軌道』でなく“大阪天気軌道”」、空気のように頼りない経営状態から「『大軌』でなく“大気”」、と揶揄されたことさえあった。
更に岩下など、設立に関わった取締役も次々に手を引くようにして辞めてしまい、大軌に残ったのは金森又一郎（後に社長、「大軌の実質創業者」とも呼ばれる）など数名のみとなり、毎日会社に債権者が押しかけるという事態にも陥った。このため実業家の片岡直輝が、大軌の依頼で生駒トンネルを建設したものの、代金未払いの状態が続いたことが原因で、倒産寸前に陥っていた大林組とセットで大軌の再建に乗り出した。
その後、経費削減などの経営努力と利用客の増加により辛うじて大軌は再建し、1916年（大正5年）3月には一応の債務整理を完了した。

### 発展・拡張期
経営が軌道に乗ると、大軌は奈良盆地内に路線網を拡張し始める。
1921年 - 1924年（大正10 - 13年）に畝傍線（現・近鉄橿原線）、1923年（大正12年） - 1930年（昭和5年）には桜井線（旧・八木線、現・近鉄大阪線の桜井駅以西）・信貴線（現・近鉄信貴線）を敷設する。
一方、天理軽便鉄道（現・近鉄天理線）・吉野鉄道（現・近鉄吉野線）の買収、子会社・信貴山電鉄（のち信貴山急行電鉄、現・近鉄西信貴鋼索線ほか）の設立・開業、京阪電気鉄道（京阪）との共同出資で奈良電気鉄道（奈良電）を設立（京都駅 - 西大寺駅（現・大和西大寺駅）間、現・近鉄京都線）し同社との相互乗り入れ運転を行う、などの旺盛な積極策を採った。また、後に近鉄難波線として実現する、上本町から難波への延伸事業はこの時代に初めて大阪府へ出願された。
鉄道沿線の行楽事業にも力を入れ、あやめ池遊園地（1926年）、生駒山上遊園地（1929年）、花園ラグビー場（同年）の開業はこの時期であった。

#### 大阪鉄道との競合
大阪・奈良南部には、同時期に大阪鉄道（通称大鉄。現・近鉄南大阪線系統の1067mm軌間各路線の前身。明治期に関西鉄道に合併され現JR関西本線の一部となった大阪鉄道とは別会社）が路線網を伸張し、吉野鉄道（現・近鉄吉野線）へ直通を目論んだ（1929年（昭和4年）に実現）。
大鉄線と大軌桜井・橿原線は並行路線でもあり、吉野鉄道との連絡輸送も絡んで熾烈な戦いが展開されたが、線路幅の関係で吉野に直通できないハンデをおして、大軌が吉野鉄道買収に成功した（大軌の既存路線は線路幅1435mmの標準軌、大鉄と吉野鉄道は1067mmの狭軌）。のちに大軌は、上ノ太子駅での重大衝突事故もあって経営が悪化していた大鉄をも傘下に収めるに至る。
なお吉野鉄道線と大鉄線との直通運転は、吉野鉄道が買収によって大軌吉野線となった後も、利用者の便宜を考慮して継続された。この運行は、近鉄成立後も継続されている。

### 伊勢進出（参宮急行電鉄設立）
大軌は更に伊勢進出を目論む。当初は高見峠経由のルートが検討されたが、のちに沿線人口が多い初瀬・名張経由での計画に変更された。しかし桜井 - 名張間の敷設免許は、地元小私鉄の大和鉄道（のち、信貴生駒電鉄を経て現・近鉄田原本線）が所有しており、大軌にとって計画の障害となっていた。そこで株式を買い占めて大和鉄道を傘下に収め、同社がもともと取得していた桜井 - 名張間の敷設免許に加えて、名張 - 宇治山田間の免許も取得させた。そして1927年（昭和2年）9月28日に子会社の参宮急行電鉄（参急）を設立、大和鉄道から敷設免許を譲渡させ、路線建設に着手した。
1930年 - 1932年（昭和5 - 7年）に桜井駅 - 名張駅 - 参急中川駅（現・伊勢中川駅） - 宇治山田駅間（本線、現・近鉄大阪線・近鉄山田線）および中川駅 - 津駅間（津支線、現・近鉄名古屋線の一部）を開業した。なお津支線は、同地区における伊勢川口駅 - 久居駅 - 阿漕駅 - 岩田橋駅間の軽便鉄道線を運営していた中勢鉄道を傘下において、同社により中川駅 - 久居駅間の免許を申請し、その免許を参急に譲渡させる形でまず同区間を建設・開業させ、後にそれを津まで延長するという形態で開通した。
大軌と参急は1930年（昭和5年）に上本町 - 宇治山田間を2時間半で走破する直通急行電車の運転を開始。さらに1932年（昭和7年）以降は、同区間を2時間1分で走破する直通特急電車の運転を開始した。この所要時間短縮は、鈍足な蒸気機関車運転の国鉄関西本線・参宮線（3 - 5時間程度）を圧倒して、大阪からの日帰りお伊勢詣りを実現した。この列車が、のちの近鉄特急網の基礎となったという見方もある。
なお、当時の参急線伊勢特急の速度は、70年以上を経た現代の近鉄大阪線快速急行とほとんど互角である。
戦後も近年に至るまで、畿内の小学校の修学旅行先に伊勢神宮が定番であったのは、この利便性を生かした大軌（と後身の近鉄）の巧みな営業活動に起因する面が大きいと言われている。

#### 大型電車の導入
参急が開業時に製造した長距離用電車2200系は、当時日本最大級の21m電車であり、その技術面で画期的な存在であった。
電動車1両あたりの出力約600kW (800HP)、平坦地での最高速度110km/h以上、山岳区間の急勾配（過酷な33‰勾配。青山峠・長谷寺付近）を65km/hで登坂・降坂可能で、その性能は現代の電車とさほど遜色ない水準にあった。設備面でも、国鉄客車よりも格段に広く座り心地の良い座席や、トイレ、特別個室の設置、電気暖房採用など充実したサービスを備え、長く大阪 - 伊勢間の直通急行に用いられた（1974年（昭和49年）までに全車廃車）。

#### 買収線区
相前後して参急線途中の名張 - 伊賀神戸間で路線が並行していた伊賀電気鉄道（現・伊賀鉄道伊賀線）を合併した（1929年（昭和4年）に大軌合併後、1931年（昭和6年）に参急へ移管）。また、桜井 - 初瀬間の短い路線を有していた長谷軌道（1909年（明治42年）開業）も、並行線のため1928年（昭和3年）に買収して大軌長谷線としたが、こちらは1938年（昭和13年）に廃止している。

### 名古屋進出（伊勢電気鉄道合併・関西急行電鉄設立）
1936年（昭和11年）9月、参急は、三重県の有力私鉄ながら過剰投資で経営破綻に陥っていた伊勢電気鉄道（通称伊勢電。桑名駅 - 大神宮前駅（伊勢神宮の外宮前）間ほかを運営。津 - 伊勢間で参急と競合）を合併する。
伊勢電は、参急とほぼ同時期に伊勢への進出を果たし、将来名古屋へ延伸するための免許を既に有していた。また参急は、伊勢へ進出する以前に、中川 - 桑名間の免許を収得するなど、参急自身も既に名古屋進出を計画していた。参急本線全通の翌年に津への支線が開通したことも、その意欲の表れといえた。
しかし、当時国鉄線の運営と私鉄の監督を行っていた鉄道省は、「このままでは省の運営する関西本線・参宮線を合わせて3つ巴の競争になる恐れがあり、人口がさほど多くない名古屋 - 四日市 - 伊勢間では共倒れになる恐れがある」と警告していた。参急もそれは理解していて、伊勢進出の前に「参急は伊勢へ、伊勢電は名古屋への進出を優先し、提携輸送を行う方が双方のためである」という内容の交渉を伊勢電に行った事があった。これには、既に京阪傘下の新京阪鉄道と名古屋急行電鉄によって大阪 - 名古屋間の鉄道敷設計画が進んでいたため、先に大阪 - 名古屋間運転の実績をつくっておいて対抗したい大軌・参急の意向もあった。
しかし、大阪系資本の参急の進出に、地元企業の伊勢電は対抗意識があり、交渉には応じず、逆に参急と並行路線となる伊勢への路線建設を優先した。名古屋という大都市へ直結するのを後回しにしたために集客力を得られなかったことと、参急への対抗心で伊勢進出を強行したことが、結果として伊勢電自身の破綻を招くことになった。

#### 関西急行電鉄
大軌グループは伊勢電が計画して果たせなかった名古屋進出に乗り出し、そのために子会社の関西急行電鉄（関急電）を1936年（昭和11年）1月に設立した。
桑名 - 名古屋間路線建設の最大の難所は、技術・資金の両面で困難な木曽三川（濃尾三川、木曽川・長良川・揖斐川）への架橋であったが、経営破綻前の伊勢電は並行する国鉄関西本線の橋梁架け替えに伴う「廃鉄橋譲受」という奇策で、この難題を超える予定であった。
関西線旧橋梁は当時まだ寿命を残していたが、蒸気機関車の重量化・大型化に対応できないため、新鉄橋が並行して架橋されていた。だが電車は蒸気機関車より格段に軽量であり、旧鉄橋でも運行可能だったのである。関急電はこの計画を踏襲し、廃鉄橋利用で路線を建設した（その後の老朽化に伴い、戦後の改軌・複線化の際に新たに架け替えられた）。
関急電は1938年（昭和13年）6月、名古屋駅地下に新設された関急名古屋駅（現・近鉄名古屋駅）に乗り入れ、桑名 - 名古屋間を全通させた（現・近鉄名古屋線の全通）。これにより江戸橋駅での乗り換えを要したものの、大軌・参急・関急電3社接続による名阪間連絡が実現された（上本町 - 名古屋間、189.5kmがこれにより全通）。同年12月には江戸橋 - 参急中川間を狭軌に改軌し、乗換駅を中川駅に改めている。この時、上本町 - 名古屋間の所要時間は3時間15分となり、当時の国鉄東海道本線の急行列車より速い所要時間で結ばれることとなった。
旧伊勢電本線は参急名古屋伊勢本線（のち関急名古屋線および伊勢線）となるも、1942年（昭和17年）に新松阪駅以南を戦時の不要不急線として廃止、江戸橋 - 新松阪間も1961年（昭和36年）全廃となった。関急電と系列の養老電鉄（現・養老鉄道養老線）は、1940年（昭和15年）参急に吸収合併された。

### 関西急行鉄道・近畿日本鉄道への改組
戦時体制下にあっても国家神道的な政策が幸いして、伊勢神宮・橿原神宮・吉野神宮・熱田神宮などへの参拝旅行は「戦時の不急不要旅行の制限」の例外扱いとなり、これらを版図とする大軌グループの業績は大きく伸張した。大軌創業30年目に当たる1940年（昭和15年）の「皇紀2600年奉祝式典」では、年間参拝者数が1千万人に達した橿原神宮をはじめ、他の神宮への参拝客も捌くべく、大軌・参急とも臨時列車を多数設定するなどして輸送に努めた。
この頃、大軌グループは積極的に多くの電鉄会社を組み入れ、事業規模を拡大させていった。参急は1940年（昭和15年）1月に関西急行電鉄を、同8月には養老電鉄をそれぞれ合併。続いて1941年（昭和16年）3月には大軌と参急の合併により、関西急行鉄道（関急）に改組。更に1943年（昭和18年）に関急が大鉄を合併し、1944年（昭和19年）には南和電気鉄道（現・近鉄御所線）と信貴山急行電鉄をも合併して、路線網は500kmを超えた。
1944年（昭和19年）6月、関急は戦時統合により南海鉄道と合併、全線630km余りを擁する巨大鉄道会社・近畿日本鉄道（近鉄）が成立する。
だが、旧大軌・関急と旧南海との間には資本上も沿革上も人脈上も元々接点がなく、国策による強制的な合併ということもあり、初めから無理が生じていた。そこで戦後の1947年（昭和22年）6月、旧南海の傍系会社で近鉄と合併しなかった高野山電気鉄道が南海電気鉄道（南海電鉄）と改称の上、近鉄より旧南海鉄道路線を譲受し、旧南海との合同を解消。この結果、旧関急系の路線のみが近鉄として存続し、現在に至っている。

## 評価
大軌は、阪神電気鉄道が先鞭を付けたインターアーバンの手法で創業したが、アメリカ的に大胆なM&Aで局地的なローカル鉄道を巧みに糾合し、鉄道省の強固な許認可体制をかわして広域に渡る高速電車網構築に成功した希有な鉄道会社であり、小林一三が率いて日本型の「郊外電車」哲学を確立した阪神急行電鉄（後の阪急電鉄）とは好対照の存在である。
積極策を伴った極端な拡張の一方、古くからの名所・旧跡の地である伊勢・奈良を近代的観光地に脱皮させたことで、1920年代以降の奈良・三重両県の産業・交通発展に多大な業績を残した。
近鉄が、戦後の大手私鉄としては例外的に1963年（昭和38年） - 1965年（昭和40年）、信貴生駒電鉄（現、近鉄生駒線・田原本線）、奈良電気鉄道、三重電気鉄道（現、近鉄湯の山線・志摩線・三岐鉄道北勢線・四日市あすなろう鉄道内部・八王子線）と中小私鉄の吸収合併を推進したことは、大軌以来の大拡張主義が戦後に至るまで受け継がれたことの現れである。
また、高速性能と登坂力を両立できるよう、大出力モーター付で重装備の大型電車を使用する大軌・参急の車両ポリシーは、現在の近鉄電車に至るまで確たる伝統となっている。
大軌グループの積極性を象徴する現存施設としては、久野節が設計した、内外共に壮麗な高架駅ビルの宇治山田駅（1931年・昭和6年）や、先進的な地下駅の近鉄名古屋駅（1938年・昭和13年、後に拡張）、村野藤吾設計による橿原神宮前駅舎（1940年）などが挙げられる。

## 所有路線

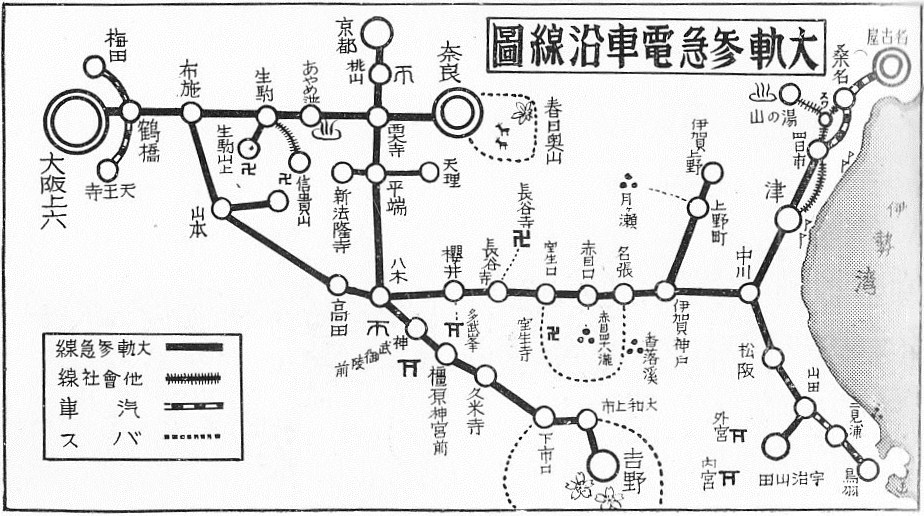
当時（1930年代）の鉄道網

関西急行鉄道発足前の路線

### 大阪電気軌道
営業路線
- 奈良線（上本町駅 - 大軌奈良駅）
- 桜井線（布施駅 - 桜井駅）
- 畝傍線（大軌西大寺駅 - 橿原神宮駅駅）
- 天理線（平端駅 - 天理駅）
- 信貴線（山本駅 - 信貴山口駅）
- 吉野線（畝傍駅 - 橿原神宮駅駅 - 吉野駅）
- 法隆寺線（平端駅 - 大軌法隆寺駅）
- 生駒鋼索線（鳥居前駅 - 生駒山上駅）

廃線
- 長谷線（桜井駅 - 初瀬駅） - 1938年2月1日廃止

未成線
- 四条畷線（額田 - 蒲生 - 天満橋筋四丁目間）
- 枚岡線（信貴線）（服部川 - 枚岡間） - 1928年（昭和3年）1月24日大軌の計画として「南北連絡鉄道」免許交付[14]。バス事業にて対処したため1937年（昭和12年）8月27日起業廃止[15]
- 玉造線（石切 - 玉造間）[16]
- 城東線（布施 - 玉造間）
- 石切 - 辻越間[17]
- 大和線　国分 - 王寺 - 郡山間[18][19]
- 下市線　橿原神宮前 - 大淀 - 下市間
- 大淀 - 吉野間
- 大字陀線　榛原 - 松山（大宇陀）間[20] - 昭和33年に大宇陀鉄道へ免許譲渡[21][22]したが、昭和34年に起業廃止[23]。
- 寺田町 - 久宝寺口間
- 桜奈線　大和桜井‐高の原
- 大東線　河内花園−桜ノ宮
- 天王寺線　天下茶屋−久宝寺口
- 京都線　宇治小倉-？
- 小倉線　玉造-宇治小倉
- 八幡線　新田辺-八幡市
- 南天理線　田原本-天理
- 川上線　大和上市-大和川上
- 下市線　下市口-下市栄町

### 参宮急行電鉄
営業路線

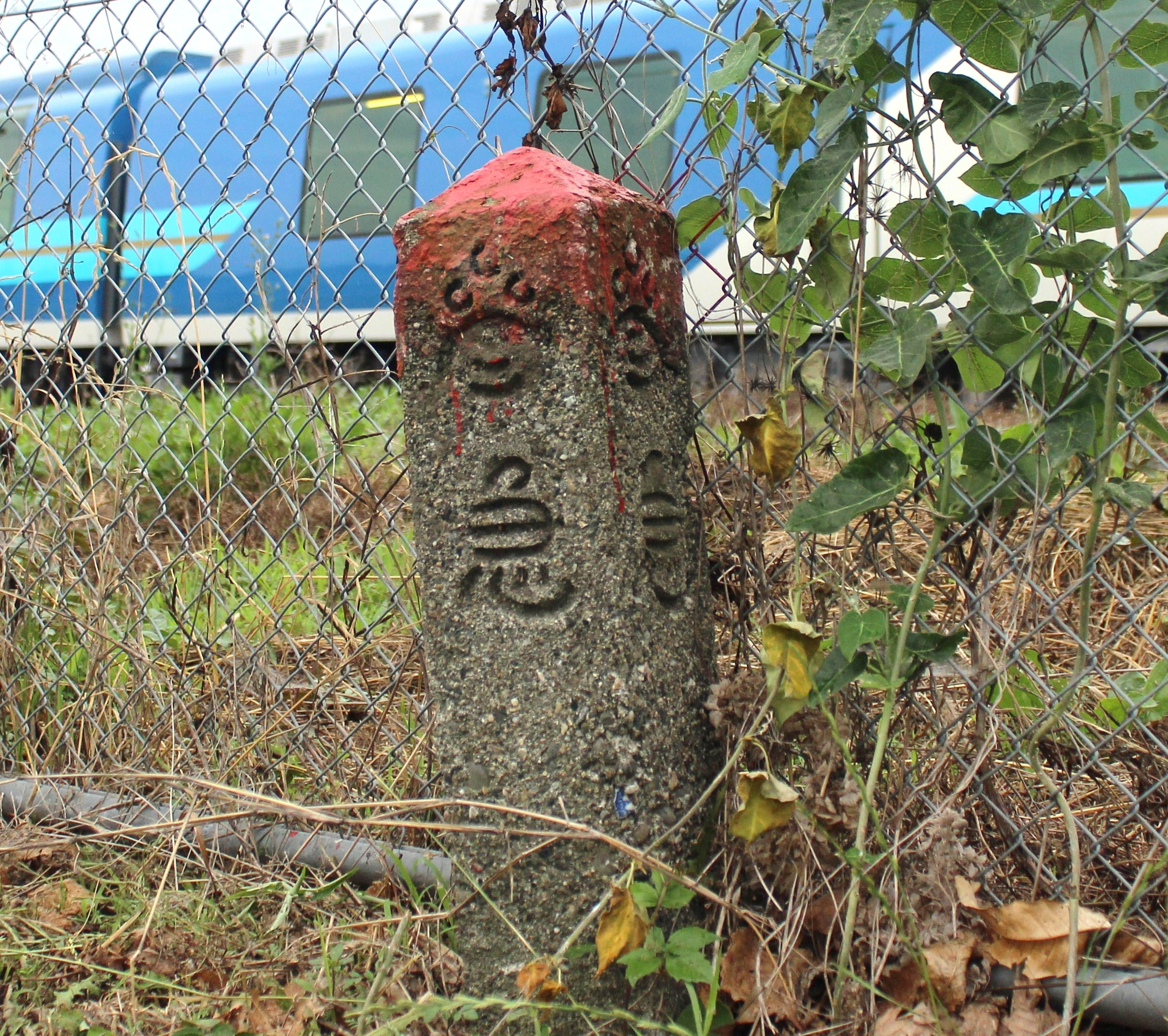
参宮急行の社名が消えてから3/4世紀が過ぎた今も沿線には当時の境界標が残る

- 参急本線（桜井駅 - 参急中川駅 - 宇治山田駅）
- 津線（参急中川駅 - 江戸橋駅）
- 名古屋伊勢本線（参急名古屋駅 - 江戸橋駅 - 大神宮前駅）
- 伊賀線（西名張駅 - 伊賀神戸駅 - 伊賀上野駅）
- 神戸線（伊勢若松駅 - 伊勢神戸駅）
- 養老線（揖斐駅 - 桑名駅）

未成線
- 岐阜線　大垣‐岐阜
- 西大垣線　西大垣−？
- 今尾線　　？−今尾
- 羽島線　　？−羽島
- 池の浦線　池の浦口-伊勢二見

### 系列鉄道会社線
- 信貴山急行電鉄（信貴山口 - 高安山 - 信貴山門）
- 信貴生駒電鉄（生駒 - 王寺、他）
- 奈良電気鉄道（京都 - 西大寺）
- 大和鉄道（新王寺 - 田原本 - 桜井）
- 大阪鉄道（大阪阿部野橋 - 橿原神宮駅、他）
- 南和電気鉄道（尺土 - 南和御所町）
- 北勢電気鉄道（桑名町 - 阿下喜）
- 三重鉄道（諏訪 - 湯ノ山、他）
- 中勢鉄道（岩田口 - 久居 - 伊勢川口）
- 松阪電気鉄道（松阪 - 大石）
- 神都交通（山田駅前 - 内宮、他）
- 志摩電気鉄道（鳥羽 - 賢島 - 真珠港）

## 車両
大軌・参急・関急電・関急自製の車両で、記事があるもののみ記す。

### 一般車両
- 大軌デボ1形・19形
- 大軌デボ51形
- 大軌デボ61形
- 大軌デボ201形
- 大軌デボ211形
- 大軌デボ301形
- 大軌デボ150形
- 大軌デボ103形
- 大軌デボ208形
- 大軌デボ600形
- 大軌デボ400形
- 関急モ651形
- 大軌デボ1000形・1100形・1200形・1300形
- 大軌デボ1400形
- 参急デニ2000形
- 参急2200系・2227系
- 関急電1型
- 関急モ6311形

### 事業用車両
- 大軌デトボ151形
- 大軌デワボ151形
- 大軌デワボ811形
- 大軌デトボ1600形
- 大軌デワボ1800形
- 参急デト2100形